# Chōshi
Pour les articles homonymes, voir Choshi.
Chōshi (銚子市, Chōshi-shi) est une ville de la préfecture de Chiba, au Japon.

## Géographie

### Localisation

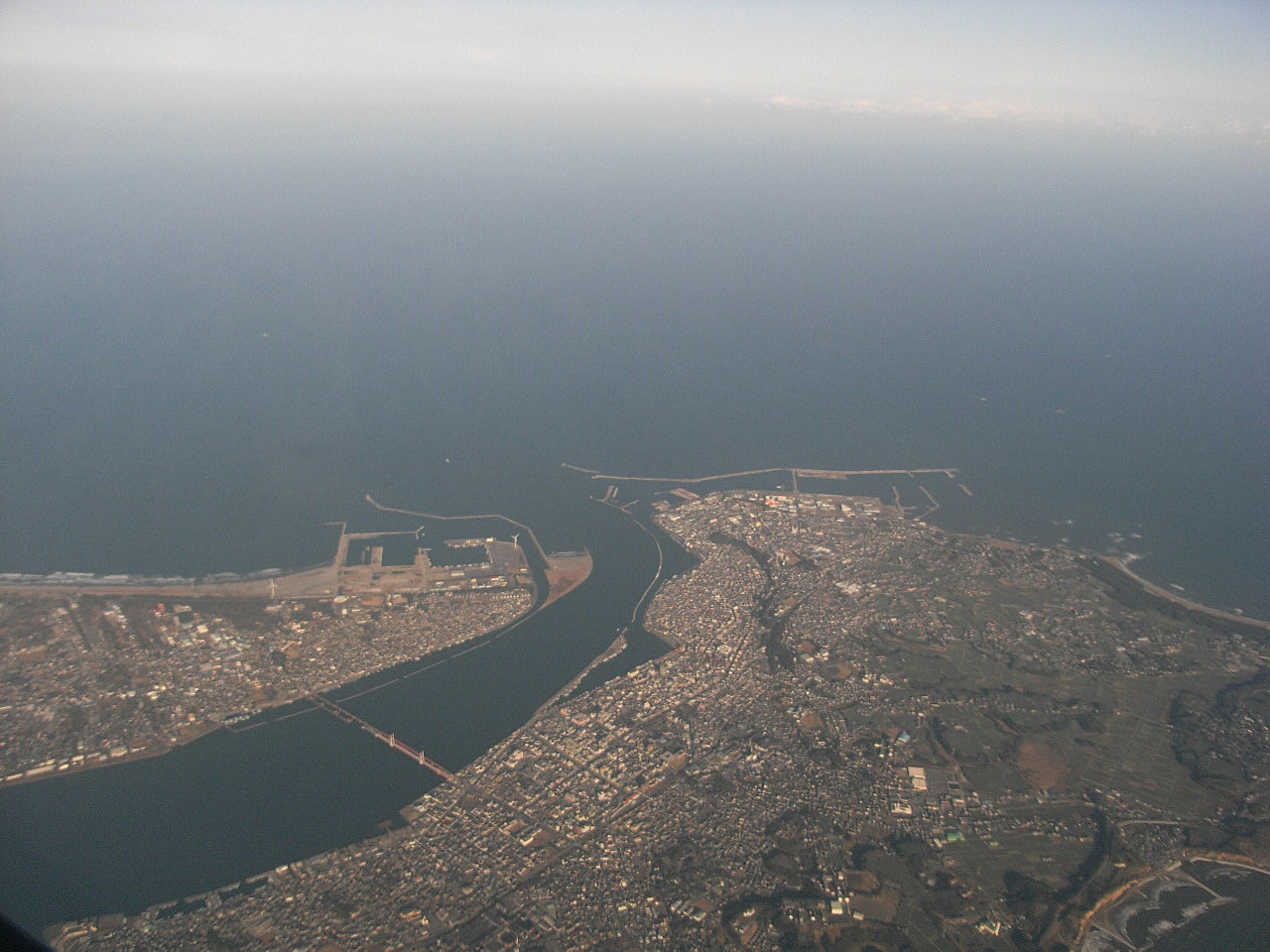
Vue aérienne de la ville.

Chōshi est située à l’extrémité orientale de la préfecture de Chiba, au niveau du cap Inubō.

### Municipalités limitrophes
| Tōnoshō | Kamisu          | Kamisu          |
| Asahi   | Chōshi          | océan Pacifique |
| Asahi   | océan Pacifique | océan Pacifique |

### Démographie
En novembre 2020, la population de la ville de Chōshi était de 59 242 habitants répartis sur une superficie de 84,20 km2.

### Climat
Chōshi a un climat subtropical humide caractérisé par des étés chauds et des hivers frais avec peu ou pas de chutes de neige. La température annuelle moyenne à Chōshi est de 15,8 °C. Les précipitations annuelles moyennes sont de 1 712,4 mm, octobre étant le mois le plus humide.

### Hydrographie
L'embouchure du fleuve Tone se trouve au nord de la ville.

## Histoire
La péninsule de Chōshi est habitée depuis l'âge de la pierre, soit depuis environ 23 000 ans.
Le bourg de Chōshi est créé le 1er avril 1889 à la suite de la mise en place du système de municipalités modernes. Il obtient le statut de ville le 11 février 1933. La même année, les bourgs de Motochōshi et de Nishichōshi sont incorporées à Chōshi.

## Patrimoine culturel
Chōshi abrite le temple Iinuma Kannon et le sanctuaire Kawaguchi, tous deux établis aux alentours du VIIIe siècle.
En été, un festival du port a lieu à Chōshi.

## Transports
Chōshi est desservie par les lignes Sōbu et Narita de la JR East ainsi que la ligne Choshi Electric Railway. La gare de Chōshi est la principale gare de la ville.

## Symboles municipaux
Les symboles municipaux de Chōshi sont le camélia et la sardine.

## Jumelage
Chōshi est jumelée avec :
- Coos Bay (États-Unis)
- Legazpi (Philippines)

## Personnalités liées à la municipalité
- Naruyoshi Kikuchi, musicien de jazz et saxophoniste
- Hideyuki Kikuchi, romancier